# Херсонский областной краеведческий музей
Херсонский краеведческий музей — музей историко-археологической направленности в Херсоне. Является продолжением основанного в 1890 году Музея древностей Херсонского края, в 1930 году оформился как краеведческий музей путём объединения с Музеем природы. Крупнейший музей Херсона и один из лучших всего южного региона Украины. 

## История

### Музей древностей Херсонского края
Херсонский краеведческий музей является продолжением созданного археологом В. И. Гошкевичем в 1890 году Музея древностей Херсонского края, созданный при Херсонском губернском статистическом комитете. 
В 1898 году музей был открыт для посещения в здании Херсонской общественной библиотеки. Параллельно была создана Херсонская учёная архивная комиссия, председателем которой был назначен Г. Л. Скадовский, принявшая музей в своё ведение. Скадовский передал в музей значительную часть результатов своих раскопок 1900 — 1901 годов на Березани. Основой музея, кроме коллекции Скадовского, долгое время явилась коллекция В. И. Гошкевича, который был его директором до 1910 года.
С 1898 года по 1909 год музей существовал при Херсонской губернской учёной архивной комиссии, располагаясь в залах Херсонской общественной библиотеки. В 1908 году Херсонская учёная комиссия приняла решение о самороспуске. Изначально планировалось передать состав коллекции и управление музеем в Одессу, однако Херсонское городское управление согласилось с мнением В. И. Гошкевича о необходимости сохранения музея в Херсоне и приняло на себя ответственность о его материальном обеспечении. 
В 1910 году музей перешёл в городское ведение и стал называться Херсонский городской музей древностей и изящных искусств. В конце 1910 года городские власти выделили под него отдельный двухэтажный дом на улице Говарда. Официальное открытие музея в новом помещении состоялось 1 октября 1911 года. Гошкевич в это время был официально назначен хранителем, а для музея выделено и оборудовано помещение на улице Говарда, в котором в 1911 году открылась экспозиция, в фондах музея к этому времени насчитывалось более 16 тыс. экспонатов.

### Советский период
Обострение политической ситуации в связи с Первой мировой войной и революционными событиями 1917 года, а также ухудшение здоровья, вынудили Гошкевича оставить текущее руководство и, фактически, оно осуществлялось его приёмной дочерью, Ириной Васильевной Фабрициус (1882—1966), которая в 1905 году окончила Бестужевские курсы, а в 1922 году стала хранителем музея. 
В период Революции и Гражданской войны музей сохранился. В 1923 году музей был национализирован, и получил наименование Херсонский историко-археологический музей. В 1925 году Гошкевич вышел на пенсию, а Фабрициус стала официальным директором музея. 
Во второй половине 1920-х годов в музей поступали результаты археологических раскопок поселений на Ингульце первых веков нашей эры, Любимовского позднескифского городища, городища «Золотой Мыс», кургана у села Малые Копани, Бериславский и Новоалександровский клады с материалами эпохи поздней бронзы и хазарский Келегейский клад. Музей также в этот период из сугубо археологического получил некоторое развитие в сторону историко-археологического.
В 1930 году историко-археологический музей был ликвидирован и на правах отдела объединён с Музеем природы (Херсонским естественно-историческим музеем), созданным на основе энтомологической коллекции Иосифа Пачоского). Объединённый музей получил название Херсонского краеведческого музея. Также в 1930 году музея коснулись политические репрессии; Фабрициус оставила его, уехав в Ленинград. В 1930-е годы экспозиция музея была переоборудована «на основе диалектико-материалистического метода». 
В период событий Великой Отечественной войны музей утратил значительную часть своих коллекций и библиотеки, пострадала также документация музея.
В послевоенный период происходило восстановление археологических фондов музея. По состоянию на начало 1990-х годов в Херсонском краеведческом музее находилось более 25 тысяч археологических экспонатов, а также около 7 тысяч предметов фондов нумизматики. 

### Современность
Один из ведущих на Юге Украины Херсонский краеведческий музей представляет собой музейный комплекс, который вмещает главную экспозицию краеведческого профиля, отдельные литературный и природоведческий отделы в Херсоне, а также периферийные — филиал Каховский исторический музей в Каховке.
В итоге поисковой работы постоянно возрастает количество экспонатов в фондовых коллекциях. С 1997 года она увеличилась более чем на 70 тыс. единиц. В 1996 году в музее создан сектор этнографии, сотрудниками которого, с целью пропаганды национального исторического и культурного достояния, организовано много выставок, проведены поисково-собирательские экспедиции по районам области.
Музей осуществляет координационное руководство сетью музеев на общественных началах. С его методической помощью в последние 25 лет в области построено 135 музеев на общественных началаx.
В фондах музея хранится около 173 тысяч экспонатов, из которых выставлены порядка 10 тысяч. Весьма впечатляюще археологическое собрание, отдельные предметы которого относятся к 7 тысячелетию до н. э. Здесь также представлена коллекция античных монет государств Северного Причерноморья, сокровища из скифских курганов. Представляет интерес обширная коллекция холодного и огнестрельного оружия XVI—XX веков, собрание антикварной мебели. Отдельная экспозиция посвящена основанию города Херсон, и причастных к событиям той эпохи политическим и военным деятелям: князю Г. А. Потёмкину, полководцу А. В. Суворову и адмиралу Ф. Ф. Ушакову.
В литературном разделе музея можно увидеть редкие книжные и газетно-журнальные издания, экслибрисы, графические и живописные работы, рукописи, предметы обихода и личные вещи А. С. Пушкина, Л. Н. Толстого, А. Кручёных, Д. Бурлюка, Б. Лавренёва и других известных писателей и поэтов России и Украины.
В отделе флоры и фауны — разнообразная коллекция, представляющая животный и растительный мир нижнего Поднепровья, ареалов Чёрного и Азовского морей. Основу ботанического собрания представляет гербарий, собранный выдающимся учёным и педагогом, Йосифом Пачоским. В Херсонском музее также хранится 30-метровый скелет кита.

### Вывоз экспонатов российскими войсками

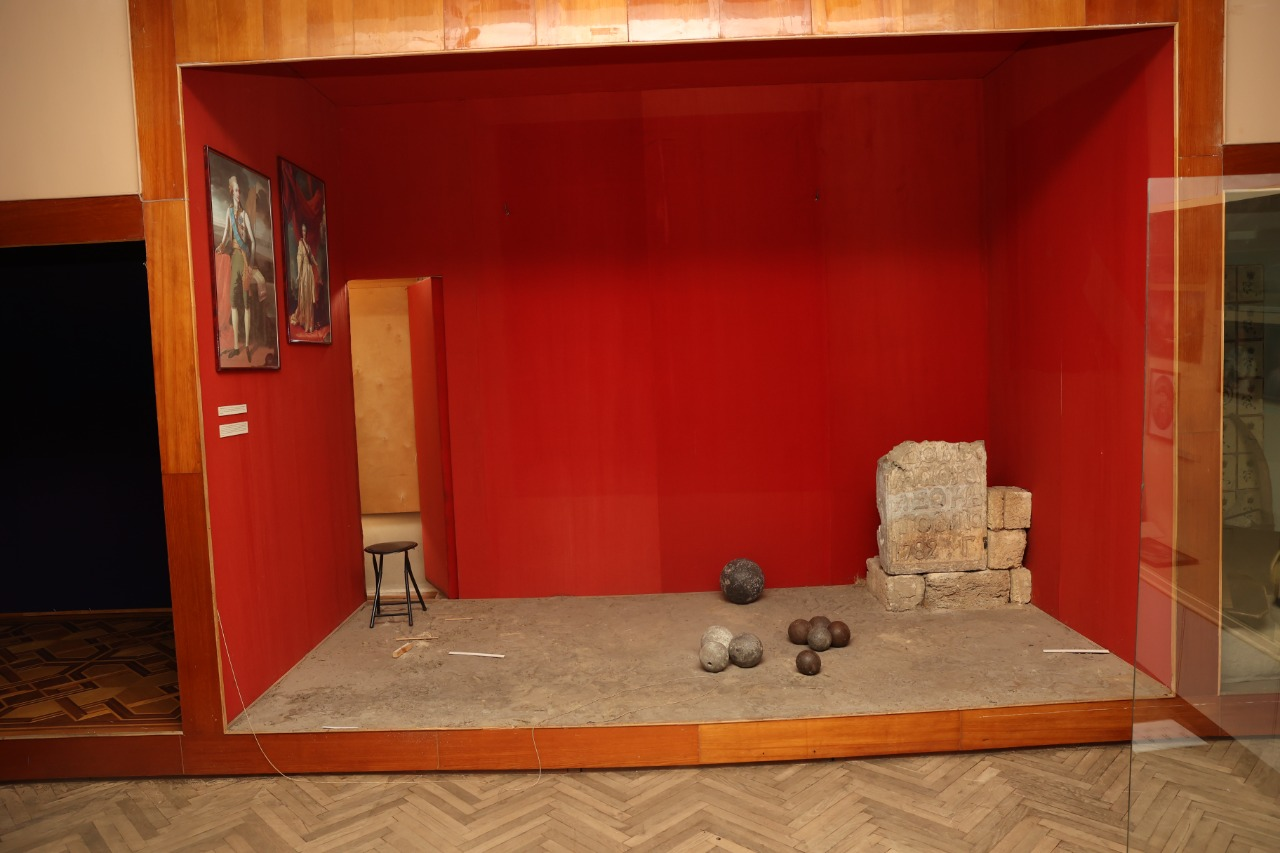
После разграбления (2022)

В 2022 году вместе с художественным музеем был разграблен отступающими из города российскими войсками. Назначенные Россией власти называют это спасением музейных ценностей. Экспонаты вывезены в крымский музей «Херсонес Таврический». Директор Татьяна Братченко исчезла и подозревается в коллаборационизме.